# Televisión Independiente de México
A TIM ou a Televisión Independiente de México, criada em 1965, transmitia unicamente no canal 8, com as siglas XHTM-TV, na Cidade do México e foi a concorrência directa do complexo televisivo Telesistema Mexicano até 1973.
No final de 1972 iniciou-se as negociações para a realização da fusão entre a emissora e o Telesistema Mexicano, que possuía as concessões dos canais 2, 4, e, na Cidade do México, 5, transformando-se na atual Televisa a partir de 8 de janeiro de 1973.

## Emissoras

### Próprias
| Emissora | Canal  | Cidade                     | Situação/afiliação atual                          |
| -------- | ------ | -------------------------- | ------------------------------------------------- |
| XHTM-TV  | 08 VHF | Cidade do México           | Hoje XEQ-TV Canal 9, Emissora própria da Gala TV  |
| XET-TV   | 06 VHF | Monterrei, Nuevo León      | Emissora própria da Televisa Monterrey            |
| XHP-TV   | 03 VHF | Puebla de Zaragoza, Puebla | Hoje Canal 4, Emissora própria da Televisa Puebla |
| XHFM-TV  | 02 VHF | Veracruz, Veracruz         | Emissora própria da Telever                       |

### Afiliadas
| Emissora     | Canal  | Cidade                     | Situação/afiliação atual                   |
| ------------ | ------ | -------------------------- | ------------------------------------------ |
| XHBK-TV      | 10 VHF | Ciudad Obregón, Sonora     | Emissora própria da Azteca 7               |
| XHBL-TV      | 13 VHF | Culiacán, Sinaloa          | Desconhecida                               |
| XHCH-TV      | 02 VHF | Chihuaua, Chihuaua         | Emissora própria da Azteca 13              |
| XHTH-TV      | 10 VHF | Hermosillo, Sonora         | Hoje XHHO-TV, Emissora própria da Azteca 7 |
| XHCG-TV      | 12 VHF | Los Mochis, Sinaloa        | Extinta                                    |
| XHST-TV      | 13 VHF | Mérida, Iucatã             | Hoje Trecevisión                           |
| XHAQ-TV      | 05 VHF | Mexicali, Baixa California | Emissora própria da Azteca 13              |
| XHFA-TV      | 02 VHF | Nogales, Veracruz          | Emissora própria da Azteca 13              |
| XHJMA-TV     | 03 VHF | Parral, Chihuahua          | Extinta                                    |
| XHAF-TV      | 04 VHF | Tepic, Nayarit             | Emissora própria da Azteca 13              |
| XHIA-TV      | 02 VHF | Torreón, Coahuila          | Extinta                                    |
| Desconhecida | 20 UHF | Ciudad Juárez, Chihuaua    | Desconhecida                               |
| Desconhecida | 05 VHF | Colima, Colima             | Desconhecida                               |
| Desconhecida | 07 VHF | Saltillo, Coahuila         | Desconhecida                               |
| Desconhecida | 07 VHF | Tehuantepec, Oaxaca        | Desconhecida                               |
| XHTQ-TV      | 09 VHF | Querétaro, Querétaro       | Desconhecida                               |